# Tvåfläckig gallblomfluga
Tvåfläckig gallblomfluga (Pipiza bimaculata) är en tvåvingeart som beskrevs av Johann Wilhelm Meigen 1822. Tvåfläckig gallblomfluga ingår i släktet gallblomflugor, och familjen blomflugor.
Artens utbredningsområde är Tyskland. Arten är reproducerande i Sverige. Inga underarter finns listade i Catalogue of Life.